# Kötterichen

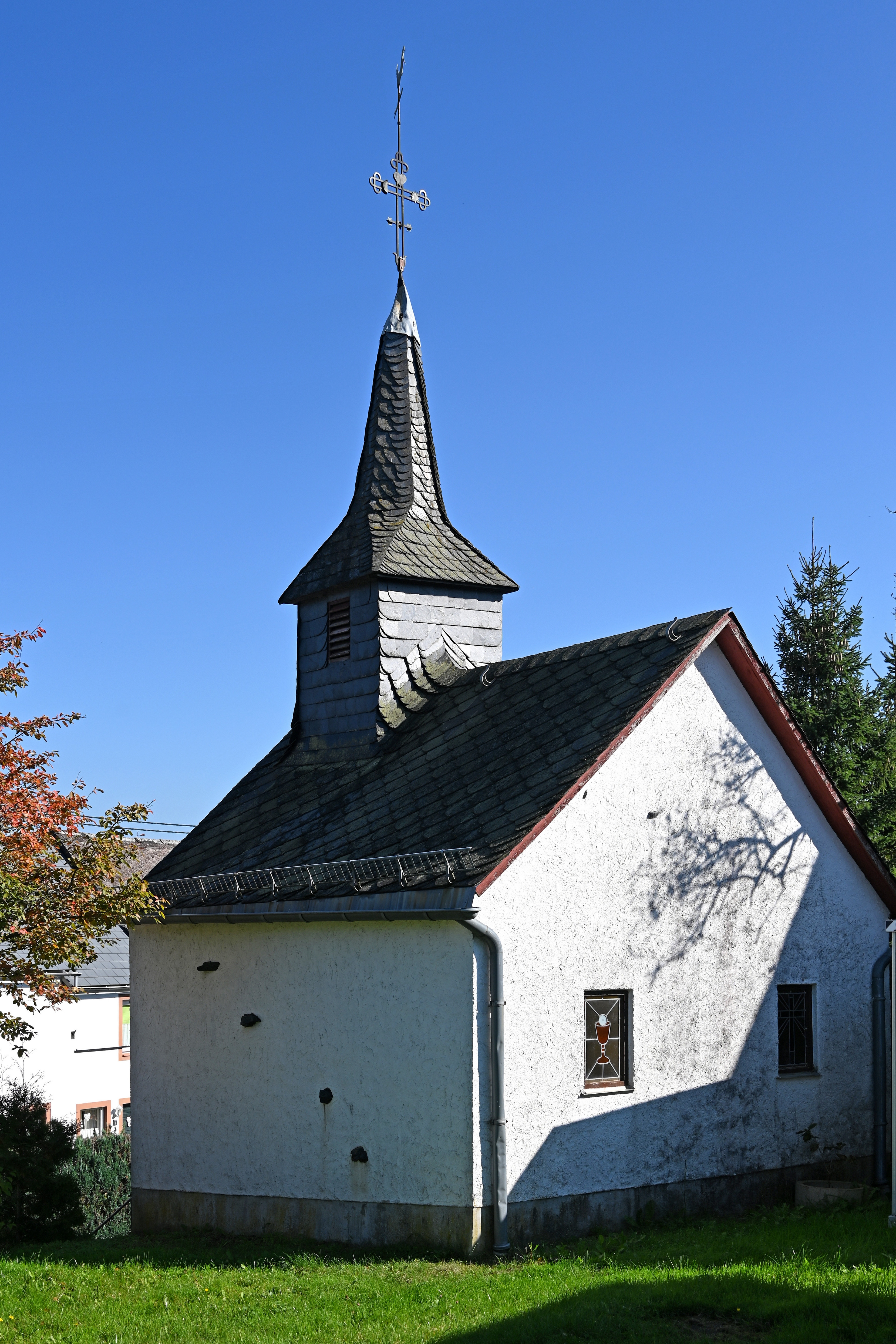
Kapelle in der Kirchstraße (1800)

Kötterichen ist eine Ortsgemeinde im Landkreis Vulkaneifel in Rheinland-Pfalz. Sie gehört der Verbandsgemeinde Kelberg an.

## Geographische Lage
Kötterichen liegt im Naturpark Vulkaneifel sowie im Landschaftsschutzgebiet Kelberg. Nordwestlich der Ortschaft erhebt sich der Galgenberg (554,5 m ü. NHN) und südlich der Jakobsberg (549 m). Die Stadt Ulmen befindet sich etwa 3 km südwestlich.

## Geschichte
Landesherrlich gehörte Kötterichen, ehemals Köttrichen oder Kottrichen genannt, bis Ende des 18. Jahrhunderts zum Kurfürstentum Köln und unterstand der Verwaltung des Schultheißenamts Uersfeld im Amt Nürburg. Nach der Besetzung des Linken Rheinufers durch französische Revolutionstruppen (1794) und der Einführung neuer Verwaltungsstrukturen nach französischem Vorbild (1798) wurde Kötterichen von der Mairie Ulmen im gleichnamigen Kanton verwaltet. Nach den Beschlüssen des Wiener Kongresses wurde die Ortschaft 1816 der neugebildeten Bürgermeisterei Kelberg (ab 1927 „Amt Kelberg“) im preußischen Kreis Adenau zugeordnet.
Bevölkerungsentwicklung
Die Entwicklung der Einwohnerzahl von Kötterichen, die Werte von 1871 bis 1987 beruhen auf Volkszählungen:
| Jahr | Einwohner |
| ---- | --------- |
| 1815 | 34        |
| 1835 | 40        |
| 1871 | 45        |
| 1905 | 61        |
| 1939 | 101       |
| 1950 | 112       |

| Jahr | Einwohner |
| ---- | --------- |
| 1961 | 94        |
| 1970 | 98        |
| 1987 | 89        |
| 2005 | 118       |
| 2011 | 111       |
| 2017 | 115       |

## Politik

### Gemeinderat
Der Gemeinderat in Kötterichen besteht aus sechs Ratsmitgliedern, die bei der Kommunalwahl am 9. Juni 2024 in einer Mehrheitswahl gewählt wurden, und dem ehrenamtlichen Ortsbürgermeister als Vorsitzendem.

### Bürgermeister
Franz-Josef Jax wurde am 24. Juni 2019 Ortsbürgermeister von Kötterichen. Da bei der Direktwahl am 9. Juni 2024 kein Wahlvorschlag eingereicht wurde, oblag die Neuwahl gemäß rheinland-pfälzischer Gemeindeordnung dem Rat. Dieser bestätigte auf seiner konstituierenden Sitzung am 4. Juli den bisherigen Ortsbürgermeister Franz-Josef Jax für weitere fünf Jahre in seinem Amt.
Die Vorgänger von Jax als Ortsbürgermeister waren der 2019 aus beruflichen Gründen ausgeschiedene Christoph Reicherz sowie zuvor Joachim Nimtz und Ewald Radermacher.

### Wappen
| Wappen von Kötterichen | Blasonierung: „Schild halbrechts und schräglinks geteilt, oben in Gold eine rote Lilie, vorne in Rot ein silberner Kelch, daneben links ein goldener Wecken, hinten in Blau ein aufgerichtetes goldenes Schwert, links daneben ein stehender goldener Bischofsstab.“ |
| Wappen von Kötterichen | |